# Varollo
Varollo (Varöl in noneso) è una frazione del comune di Livo in provincia autonoma di Trento.

## Geografia fisica

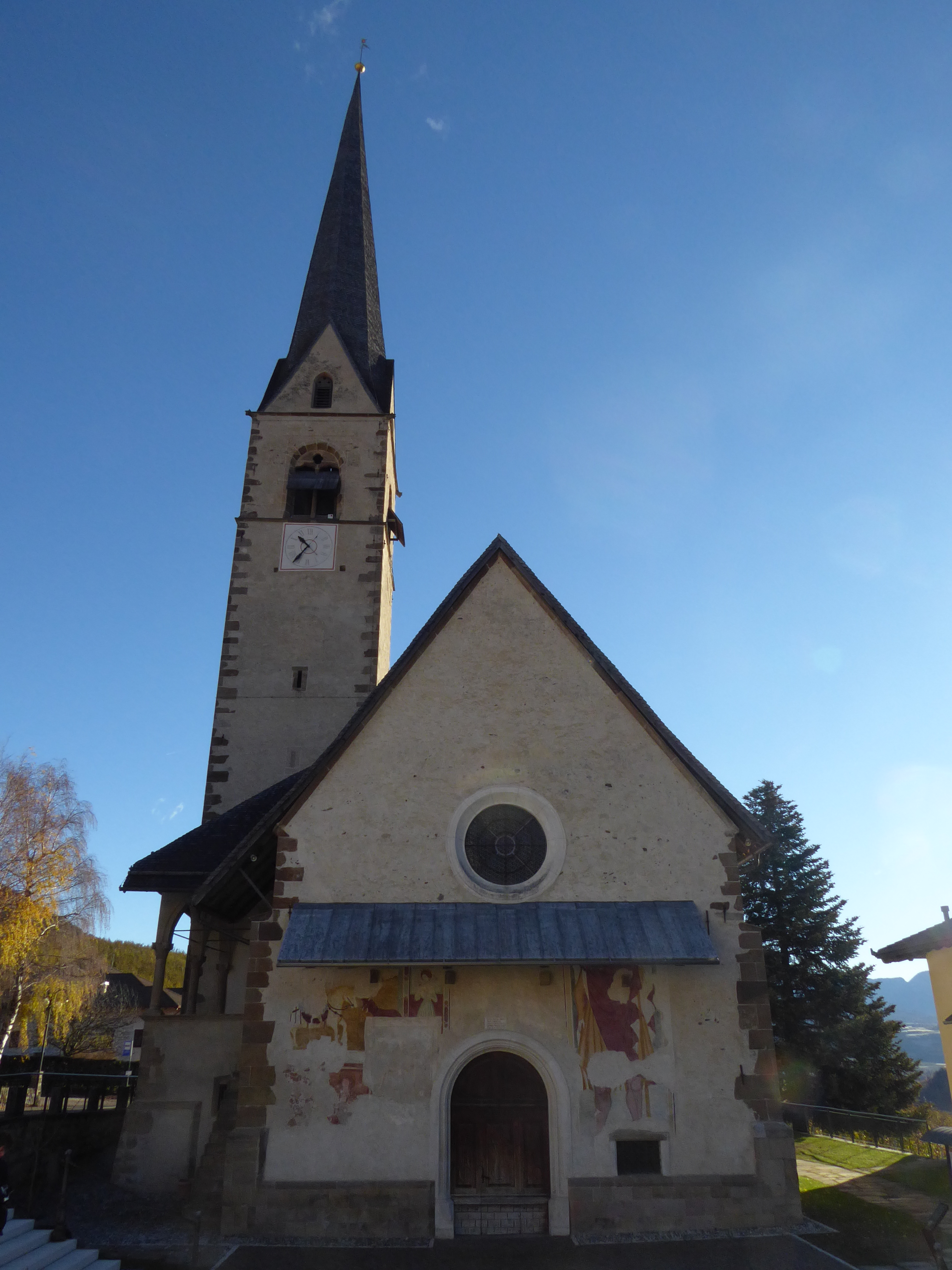
La chiesa della Natività di Maria

L'abitato di Varollo si trova sull'altopiano del Mezalón, nella parte settentrionale della Val di Non, delimitato dai torrenti Pescara e Barnes, dove si trovano anche gli abitati di Livo, Scanna e Preghena, tutte frazioni dello stesso comune.

## Monumenti e luoghi d'interesse

### Architetture religiose
- Chiesa della Natività di Maria, le cui prime testimonianze risalgono al 1214.[2][3]